# Мемориальный музей «Следственная тюрьма НКВД»
Мемориальный музей «Следственная тюрьма НКВД» — филиал Томского областного краеведческого музея, расположенный по адресу: проспект Ленина, 44 в Томске.

## История здания
В 1896 году по проекту епархиального архитектора Виктора Хабарова было построено здание для церковно-учительской школы. С 1923 года по 1944 год это здание занимал Томский городской отдел НКВД с внутренней тюрьмой для подследственных в подвале.
Затем дом отремонтировали и превратили в жилой. В нём жили, в основном, сотрудники НКВД, представители партийной номенклатуры, затем квартиры в нём предоставляли также сотрудникам Томского государственного университета. 
В ноябре 1989 года по инициативе томского общества «Мемориал» в подвале дома был создан Мемориальный музей «Следственная тюрьма НКВД». Однако он открылся лишь в мае 1996 года.
Были проведены раскопки между зданиями по проспекту Ленина, 42, и Ленина, 44. В результате было обнаружено захоронение одежды и обуви, а также множество револьверных гильз. Есть воспоминания, что в начале 1970-х годов сюда машинами привозили шлак и засыпали имевшийся здесь подземный ход, после чего сверху его дополнительно забетонировали. Однако раскопки самого этого подземного хода проведены так и не были.
Собственником всего здания, в котором располагается музей, в начале 2000 годов стал бизнесмен Игорь Скоробогатов. Он расселил всех жильцов, отремонтировал здание и перевел его из жилого в нежилой фонд. Верхние этажи были проданы Сбербанку.

## Описание музея
Музей занимает 180 квадратных метров и включает в себя реконструированный тюремный коридор, камеру для подследственных заключенных, а также интерьер кабинета следователя. В четырёх других помещениях подвала, также бывших ранее тюремными камерами, размещена постоянная экспозиция музея и выставочный зал. Одну из бывших камер занимают сотрудники музея.
Постоянная экспозиция включает разделы: «Хроника репрессий на Томской земле»; «Большой террор»; «Расстрельный крест»; «Белостокская трагедия»; «ЧСИРы»; «Их трагические судьбы»; «Судьба священника»; «Колпашевский яр»; «ГУЛАГ и спецпереселенцы Нарымского края»; «Подземный расстрельный коридор» со скульптурной композицией «Уходящий в небытие»; а также стенды с биографическими материалами и документами поэта Н. А. Клюева, философа Г. Г. Шпета и других репрессированных. Экспозиция включает копии и подлинные документы следственных дел, фотоальбомы, вышивки, картины, рисунки, игральные карты, поделки из дерева и камня, изготовленные в лагерях и ссылках. Музей располагает электронной базой данных почти на 200 тысяч репрессированных.
Территория, прилегающая к зданию, была внутренним двором тюрьмы. В настоящее время здесь расположен Сквер Памяти. В 1992–2011 годах в нём были установлены памятник жертвам большевистского террора на томской земле, а также памятные знаки репрессированным калмыкам, полякам, эстонцам и латышам.